# Roberto del Palatinato (vescovo)
Roberto del Palatinato, in tedesco: Ruprecht von der Pfalz o Ruprecht der Tugendhafte, detto il Virtuoso, conte palatino del Reno (Heidelberg, 14 maggio 1481 – Landshut, 1º dicembre 1503), è stato un vescovo cattolico e generale tedesco.

## Biografia
Discendente della nobilissima famiglia tedesca dei Wittelsbach, Roberto del Palatinato era figlio di Filippo, Elettore Palatino e quindi nipote di Margherita di Savoia.

### Vescovo di Frisinga
Benché non avesse mai ricevuto l'ordinazione sacerdotale, il 1º agosto 1495, a soli 14 anni, Roberto fu nominato principe-vescovo di Frisinga, titolo successivamente confermatogli l'8 febbraio 1496. Il 3 dicembre 1498, tuttavia, rinunciò alla sede vescovile in favore del fratello maggiore Filippo. Successivamente, nel 1499, Roberto sposò Elisabetta di Baviera-Landshut, figlia del duca di Baviera-Landshut Giorgio il Ricco.

### La guerra di successione di Landshut
Il giovane Roberto fu quindi adottato dal proprio suocero, il quale, non avendo altri eredi maschi, avrebbe dovuto lasciare in eredità i beni e i feudi di famiglia ai parenti della dinastia Wittelsbach di Baviera-Monaco: tale adozione, quindi, unita alla designazione di Elisabetta quale erede universale del duca Giorgio il Ricco, portò, una volta defunto il duca stesso (1503), a una guerra di successione che vide contrapporsi i due rami del casato di Wittelsbach, i Baviera-Monaco, guidati dal duca Alberto, e i Baviera-Landshut, capeggiati da Roberto del Palatinato e dalla moglie. A questi ultimi, successivamente, si unì anche Filippo del Palatinato, padre di Roberto.
Il 23 aprile 1504, tuttavia, Roberto ed Elisabetta furono colpiti da una messa al bando da parte dell'Imperatore Massimiliano I d'Asburgo: costretta a fuggire dai propri domini, si ammalarono entrambi di dissenteria, morendo a breve tempo di distanza l'uno dall'altra.

## Discendenza
Roberto del Palatinato ed Elisabetta di Baviera-Landshut ebbero due figli:
- Ottone Enrico (10 aprile 1502 - 12 febbraio 1559), duca del Palatinato-Neuburg (1505 - 1559) ed Elettore Palatino (1556 - 1559);
- Filippo (12 novembre 1503 - 4 luglio 1548), duca del Palatinato-Neuburg (1505 - 1548).

## Ascendenza
|                                    |                                    |                                  | Genitori                           |  |  | Nonni |  |  | Bisnonni                       |  |  | Trisnonni                  |  |
|                                    |                                    |                                  |                                    |  |  |       |  |  | 8. Ludovico III del Palatinato |  |  | 16. Roberto del Palatinato |  |
|                                    |                                    |                                  |                                    |  |  |       |  |  | 8. Ludovico III del Palatinato |  |  | 16. Roberto del Palatinato |  |
|                                    |                                    | 17. Elisabetta di Norimberga     |                                    |  |  |       |  |  | 8. Ludovico III del Palatinato |  |  |                            |  |
| 4. Ludovico IV del Palatinato      |                                    |                                  |                                    |  |  |       |  |  | 8. Ludovico III del Palatinato |  |  |                            |  |
|                                    |                                    | 9. Matilde di Savoia             | 18. Amedeo di Savoia-Acaia         |  |  |       |  |  |                                |  |  |                            |  |
|                                    |                                    | 9. Matilde di Savoia             | 18. Amedeo di Savoia-Acaia         |  |  |       |  |  |                                |  |  |                            |  |
|                                    |                                    | 9. Matilde di Savoia             | 19. Caterina di Ginevra            |  |  |       |  |  |                                |  |  |                            |  |
| 2. Filippo del Palatinato          |                                    | 9. Matilde di Savoia             |                                    |  |  |       |  |  |                                |  |  |                            |  |
|                                    |                                    | 10. Amedeo VIII di Savoia        | 20. Amedeo VII di Savoia           |  |  |       |  |  |                                |  |  |                            |  |
|                                    |                                    | 10. Amedeo VIII di Savoia        | 20. Amedeo VII di Savoia           |  |  |       |  |  |                                |  |  |                            |  |
|                                    |                                    | 10. Amedeo VIII di Savoia        | 21. Bona di Berry                  |  |  |       |  |  |                                |  |  |                            |  |
| 5. Margherita di Savoia            |                                    | 10. Amedeo VIII di Savoia        |                                    |  |  |       |  |  |                                |  |  |                            |  |
|                                    |                                    | 11. Maria di Borgogna            | 22. Filippo II di Borgogna         |  |  |       |  |  |                                |  |  |                            |  |
|                                    |                                    | 11. Maria di Borgogna            | 22. Filippo II di Borgogna         |  |  |       |  |  |                                |  |  |                            |  |
|                                    |                                    | 11. Maria di Borgogna            | 23. Margherita III di Fiandra      |  |  |       |  |  |                                |  |  |                            |  |
| 1. Roberto del Palatinato          |                                    | 11. Maria di Borgogna            |                                    |  |  |       |  |  |                                |  |  |                            |  |
|                                    | 12. Enrico XVI di Baviera-Landshut | 24. Federico di Baviera-Landshut |                                    |  |  |       |  |  |                                |  |  |                            |  |
|                                    | 12. Enrico XVI di Baviera-Landshut | 24. Federico di Baviera-Landshut |                                    |  |  |       |  |  |                                |  |  |                            |  |
|                                    | 12. Enrico XVI di Baviera-Landshut | 25. Maddalena Visconti           |                                    |  |  |       |  |  |                                |  |  |                            |  |
| 6. Ludovico IX di Baviera-Landshut | 12. Enrico XVI di Baviera-Landshut |                                  |                                    |  |  |       |  |  |                                |  |  |                            |  |
|                                    |                                    | 13. Margherita d'Asburgo         | 26. Alberto IV d'Asburgo           |  |  |       |  |  |                                |  |  |                            |  |
|                                    |                                    | 13. Margherita d'Asburgo         | 26. Alberto IV d'Asburgo           |  |  |       |  |  |                                |  |  |                            |  |
|                                    |                                    | 13. Margherita d'Asburgo         | 27. Giovanna di Baviera-Straubing  |  |  |       |  |  |                                |  |  |                            |  |
| 3. Margherita di Baviera-Landshut  |                                    | 13. Margherita d'Asburgo         |                                    |  |  |       |  |  |                                |  |  |                            |  |
|                                    |                                    | 14. Federico II di Sassonia      | 28. Federico I di Sassonia         |  |  |       |  |  |                                |  |  |                            |  |
|                                    |                                    | 14. Federico II di Sassonia      | 28. Federico I di Sassonia         |  |  |       |  |  |                                |  |  |                            |  |
|                                    |                                    | 14. Federico II di Sassonia      | 29. Caterina di Brunswick-Lüneburg |  |  |       |  |  |                                |  |  |                            |  |
| 7. Amalia di Sassonia              |                                    | 14. Federico II di Sassonia      |                                    |  |  |       |  |  |                                |  |  |                            |  |
|                                    |                                    | 15. Margherita d'Austria         | 30. Ernesto I d'Asburgo            |  |  |       |  |  |                                |  |  |                            |  |
|                                    |                                    | 15. Margherita d'Austria         | 30. Ernesto I d'Asburgo            |  |  |       |  |  |                                |  |  |                            |  |
|                                    |                                    | 15. Margherita d'Austria         | 31. Cimburga di Masovia            |  |  |       |  |  |                                |  |  |                            |  |
|                                    |                                    | 15. Margherita d'Austria         |                                    |  |  |       |  |  |                                |  |  |                            |  |